# De Vliegende Hollander (Efteling)
Pour les articles homonymes, voir Hollander.
De Vliegende Hollander (en français : Le Hollandais Volant) est une attraction du parc à thèmes néerlandais Efteling.

## Présentation
Cette attraction, ouverte en avril 2007, est une combinaison de walkthrough (pour la file d'attente), de montagnes russes aquatiques et de dark ride. Ce modèle est unique en son genre.
L'aspect extérieur de l'attraction représente une petite ville portuaire du XVIIe siècle. Celle-ci est composée de neuf maisonnettes, une tour, une « mer » représentée par le lac, le stand de restauration De Kombuys (« La Coquerie » en français) et une petite place. La plus grande maison est celle du capitaine Willem van der Decken. 
Bien que les wagons ne quittent jamais le rail, une partie du circuit se passe dans l'eau, donnant l'impression que les wagons, décorés comme des bateaux, flottent. Les sièges sécurisés par des lap bars sont disposés en quinconce pour que la vue des visiteurs ne soit jamais bouchée par l'appuie-tête du siège précédent.
Le Hollandais Volant est situé dans la section Ruigrijk du parc. Appelé en français « Royaume sauvage » ou encore « Royaume déchaîné », il se trouve dans la partie orientale du parc. Cette section est celle des sensations mais on y trouve bien sûr des attractions pour les petits et les familles.

## Légende
Comme son nom l'indique, l'attraction est inspirée de la légende populaire du bateau fantôme, le Hollandais volant.
Willem van der Decken est le capitaine du navire nommé le Hollander, c'est un homme puissant et riche mais son avarice et sa cupidité vont le pousser à faire de mauvais choix. Le capitaine possédait deux facettes, une facette de réussite mais aussi une facette obscure.
Son bateau, dont la proue représente le Lion Hollandais, fait partie de la flotte de la Compagnie des Indes orientales. Willem van der Decken défiait toutes les règles, les bonnes manières et les éléments. 
En 1678, malgré les vents forts qui soufflent sur le port, il décide d'embarquer son équipage pour une escale vers les Indes le jour de Pâques. Le malheur s’est donc abattu sur lui. Son bateau se changea en un mystérieux et étincelant navire hanté condamné à errer dans les environs du Cap de Bonne-Espérance pendant l'éternité sous le nom du mystérieux vaisseau De Vliegende Hollander. Il se déplaçait en naviguant au-dessus des flots entouré par une lueur bleuâtre. Un grand oiseau noir volait toujours autour du mat. Le bois qui composait l'embarcation semblait brulé et les voiles rouges comme si Le Hollandais Volant se consumait. L'équipage fantomatique était cadavérique, livide et blafard, coiffé de tignasse blanche et avec les orbites vides. Le malheur s'abattait sur les bateaux qui le croisaient et ceux-ci finissaient leur course au fond des océans.

## Déroulement de l'attraction

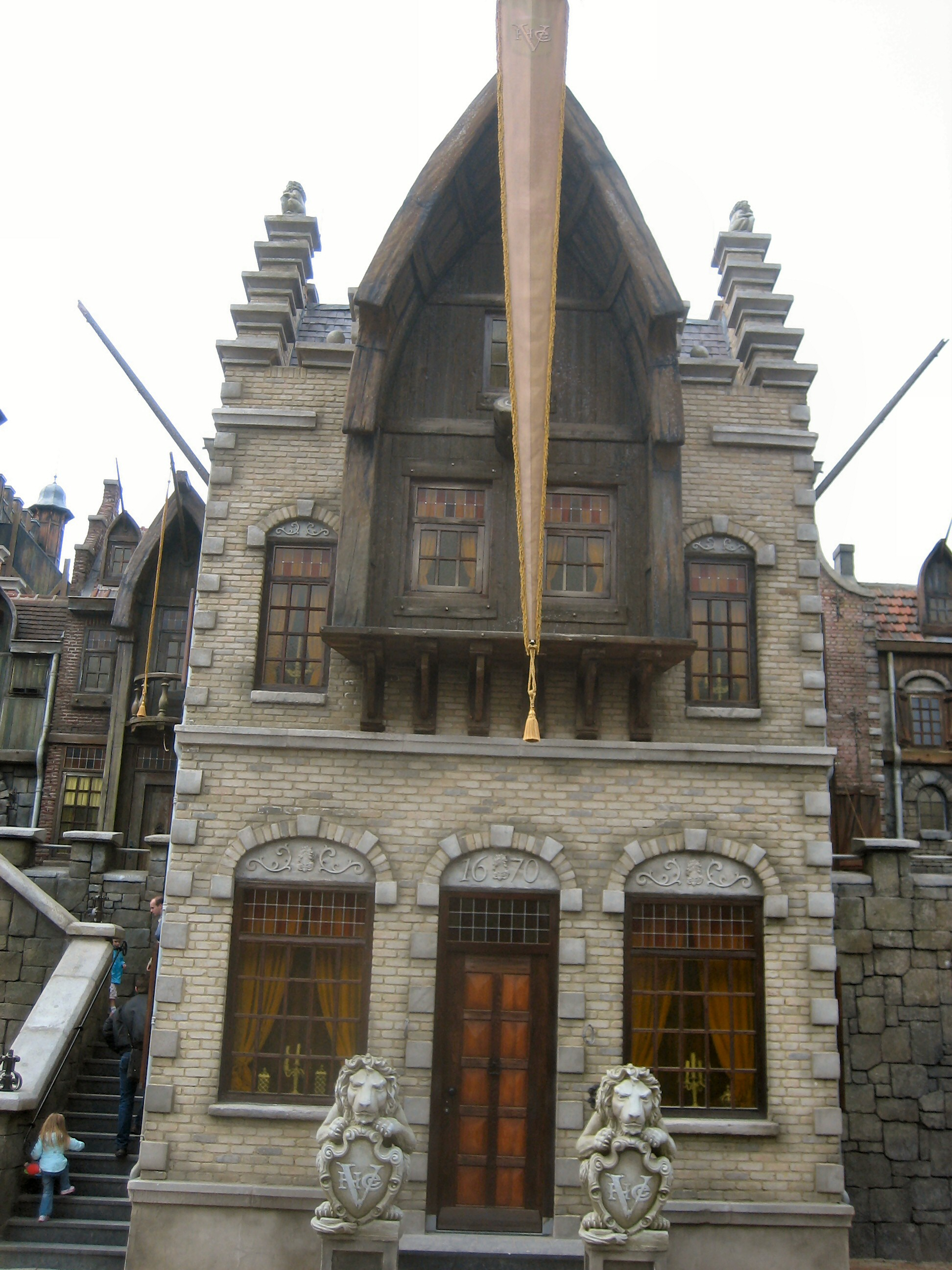
Vue de l'entrée, la demeure de Willem van der Decken.

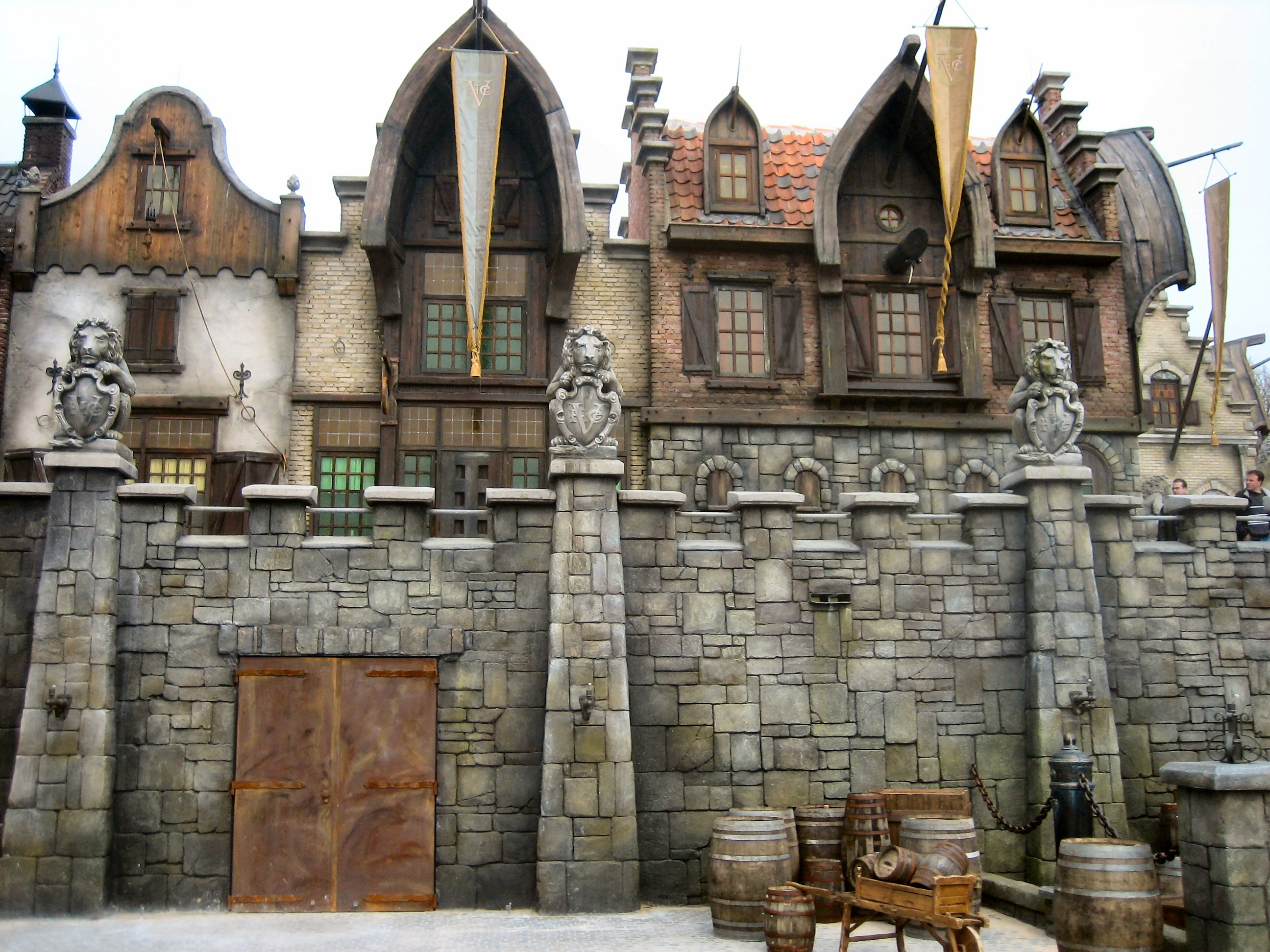
Vue de la sortie.

### File d'attente
Lorsque le public entre dans la grande maison abandonnée du capitaine, il remarque que la jolie façade cache quelque chose de funeste. L'intérieur a apparemment subit pillage et incendie car les murs sont couverts de suie. Dans la première pièce se trouve le journal de sa femme Catharina qui se demande désespérément quand son mari reviendra.
Le parcours continue dans la bibliothèque, également brûlée et pillée. Au-dessus du bureau des Van der Decken est accroché un miroir dans lequel apparaît le visage du capitaine par moments. Un grand tableau déchiré en deux, sûrement au cours du pillage, se trouve aussi dans cette pièce ; il représente le navire. Le visiteur traverse ce tableau, ce passage symbolise l'entrée dans la légende. Le tableau ne cache plus ce qu'il aurait dû cacher : le couloir de contrebande. Les Van der Decken y transportaient et cachaient des marchandises. D'ailleurs, une partie des trésors est visible dans ce tunnel. 
Toutes les quatre minutes, ce souterrain s'anime : des fumerolles l'envahissent pendant que la lumière représentant un incendie traverse les lattes du plancher qui forme le plafond. La voix de Van der Decken gronde : « Rien ou personne, aucun mortel ne me retiendra d'appareiller demain, je naviguerai, tempête ou pas, Pâques ou pas, interdiction ou pas, jusqu'à l'éternité s'il faut. Je naviguerais ! ». (En vieux néerlandais : "Ik zal vaeren, storm of gheen storm, Paesen of gheen Paesen. Ik zal vaeren, al is het tot in den eeuwigheid!"). La file se poursuit avec le passage dans un pub dans le style du XVIIe siècle. Le public y entend chanter en chœur des matelots saouls sur fond de musique. Ensuite, se présente un magasin et ses objets du XVIIe siècle.

### Parcours scénique
C'est alors que le visiteur débouche dans la gare d'embarquement. Celle-ci est représentée par un petit port à deux quais. Les quais sont habillés par deux enfilades d'une demi-douzaine de façades de style. Après être montés dans les chaloupes, les visiteurs appareillent. Dans la première scène, un seau d'eau est hissé à bord d'un grand navire et un sac « vole » au-dessus des têtes. La proue du Hollandais Volant représente un lion dont les yeux rougissent. Les portes d'une écluse s’ouvrent vers la deuxième scène.
Alors la chaloupe arrive en pleine mer. Il y fait sombre et on n'y voit goutte à cause d'un épais brouillard hormis quelques étoiles et la petite lanterne de la chaloupe. Le son d'une cloche d'un navire et des cris d'oiseaux fendent le silence. C'est alors que des gros éclairs révèlent des épaves de navires ornées de figures de proue représentant des personnages féminins ailés aux yeux brillants terrifiants avant que le Hollandais Volant n'apparaisse face à la chaloupe. Celle-ci s'élève lentement vers l'étrave brisée du navire et ensuite bascule vers le bas, après quoi l'embarcation se place sur le lift à chaîne. La musique et les bruits résonnent très fortement. Le visage de Willem van der Decken apparaît une dernière fois.

### Parcours extérieur
La chaloupe semble alors « jetée » hors de la tour et plonge dans un trou brumeux et ressort dans un paysage de dunes. Un Bunny hop ou Camel Back (bosse où le rail fait « le dos rond ») se présente alors aux visiteurs. L'embarcation effectue ensuite un horseshoe (fer à cheval, figure de montagnes russes) de 95 degrés. Après ce court trajet de montagnes russes, la chaloupe est freinée dans une maisonnette et alors les passagers sont pris en photo. Après un virage et une « bosse », le bateau termine sa course par un « splash » dans le grand lac, tout ça avec le bruit des roues du bateau sur les rails dans un ton plutôt grave rappelant fortement un vent fort ou des bourrasques et une situation fantomatique comme celle du, justement, Hollandais volant ou De Vliegende Hollander en Néerlandais.
Dans l'eau, la chaloupe fait un virage de 180 degrés et tourne ensuite pour traverser le mur qui la séparait de la gare d'embarquement. Des marches conduisent les passagers hors de celle-ci vers le stand photo.

## Données techniques
- Accord financier : 2004
- Nombre de bateaux : 11 de 14 places
- Poids des bateaux : 5 tonnes
- Capacité : 1 900 personnes/h
- Force G : 0,2 à 3
- Superficie : 17 000 m2
- Inclinaison du horseshoe (fer à cheval) : 95°
- Inclinaison du lift : 45°
- Longueur lift : 35 m
- Durée entre deux embarcations : 28 s
- Vitesse maximum : 70 km/h
- Vitesse maximum sur l'eau : 50 km/h[7]

## Construction et ouverture
L'attraction est un projet de Karel Willemen et a été conçue par Kumbak Coasters hormis la fin des travaux et les dernières adaptations qui sont d’Efteling, après l'achat des dessins de Kumbak Coasters. Karel Willemen réalisa aussi le conte de Cendrillon, la gare de l'Est, Bosrijk, le conte L'Arbre des contes et Joris en de Draak. La date limite d'ouverture était 16 avril 2006 (le jour de Pâques : une date clef dans la légende du Hollandais Volant), mais l'ouverture a dû être reportée pour prendre tout le temps nécessaire pour réaliser tous les tests et pour les problèmes de descente en arrière des bateaux (anti-rollback device) dans l'ascenseur (lift). De plus, la société Steelweld qui fabriquait les bateaux n'a pas pu fournir les onze embarcations nécessaires dans les temps impartis. Ceux-ci sont décorés par la société néerlandaise H&S Paint. Efteling a fait appel à Intamin pour résoudre les problèmes d'anti-rollback. Intamin y parvint en plaçant un nouveau frein pour ralentir les embarcations lorsqu'elles s'enchaînent sur l'ascenseur oblique. Intamin a également construit la Pagode, Piraña, le Bobbaan, les Gondolettas, De Halve Maen, le transport deFata Morgana et Pegasus dans le parc.
L'attraction fut officiellement inaugurée le 1er avril 2007.
Après plusieurs mois d'utilisation, en septembre 2007, l'attraction est de nouveau fermée pour réaliser les adaptations nécessaires pour pallier les derniers problèmes techniques. En effet, le collier (chaîne qui tracte les chaloupes sous l'eau) ne remplissait pas entièrement son rôle et les embarcations s'enlisaient. Le Hollandais Volant ferma le reste de la saison 2007. Le 16 mars 2008, l'attraction ouvrit lors d'une journée où le parc fut loué par une société. Le 18 mars, le personnel d'Efteling eu la possibilité de monter sur le Hollandais Volant « renouvelé » au cours de la journée kick-off annuelle. L'attraction ouvrit le premier jour de la saison, le 21 mars, pour tous visiteurs du parc et est maintenant tout à fait opérationnelle. Cette attraction est le projet le plus cher d'Efteling au sein même du parc d'attractions.

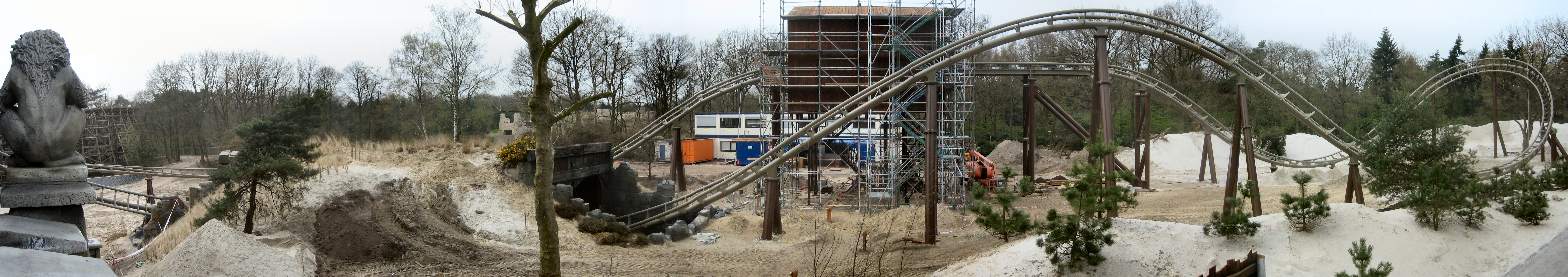
Panorama de la construction.

## Musique
La bande son de l'attraction a été composée par René Merkelbach. Ce musicien est le compositeur attitré d'Efteling ces dernières années. Il a également composé les musiques de Pardoes Promenade, de Piraña, du conte Cendrillon, de Bosrijk, de Joris en de Draak (ou « Georges et le Dragon » en français) et de Raveleijn.
La musique est composée de 16 morceaux qui se synchronisent avec le parcours. Le 22 janvier 2006, l'Orchestre Philharmonique de Prague a enregistré la bande son.
Les seize morceaux sont les suivants :
1. L'esplanade : ce morceau est le thème principal
2. La demeure Willem van der Decken : similaire à la bibliothèque mais accompagné par la voix de Catharina
3. La bibliothèque : similaire à la précédente mais accompagné par la voix du capitaine et divers effets sonores
4. Le couloir de contrebande : similaire aux précédents mais accompagné de cordes et du chant plaintif de Catharina
5. Le bistrot infini : réinterprétation du thème principal avec, en arrière-plan, le chant de marins
6. Le port d'embarquement : le thème principal interprété par un orchestre complet
7. Les navires portuaires : une musique aventureuse retentissante avec les bruitages du port
8. La porte de la ville : une musique mystérieuse et accrocheuse qui interrompt l'ambiance joyeuse
9. La porte de sortie : interprétation d'une chanteuse d'opéra
10. Brouillard : musique haletante avec des cordes
11. Le Hollandais Volant : voix d'opéra avec cordes puissantes.
12. Encounter (Rencontre) : confrontation avec le Hollandais Volant, musique intense avec tonnerre, voix orageuse
13. Sous terre
14. Retour au port : thème du Hollandais Volant accompagné de guitares.
15. Spot télévisé (long) : spot télévisé de 30 secondes
16. Spot télévisé (court) : spot télévisé de 10 secondes

Un CD spécial du « Hollandais Volant » a été édité.

## Stand photo

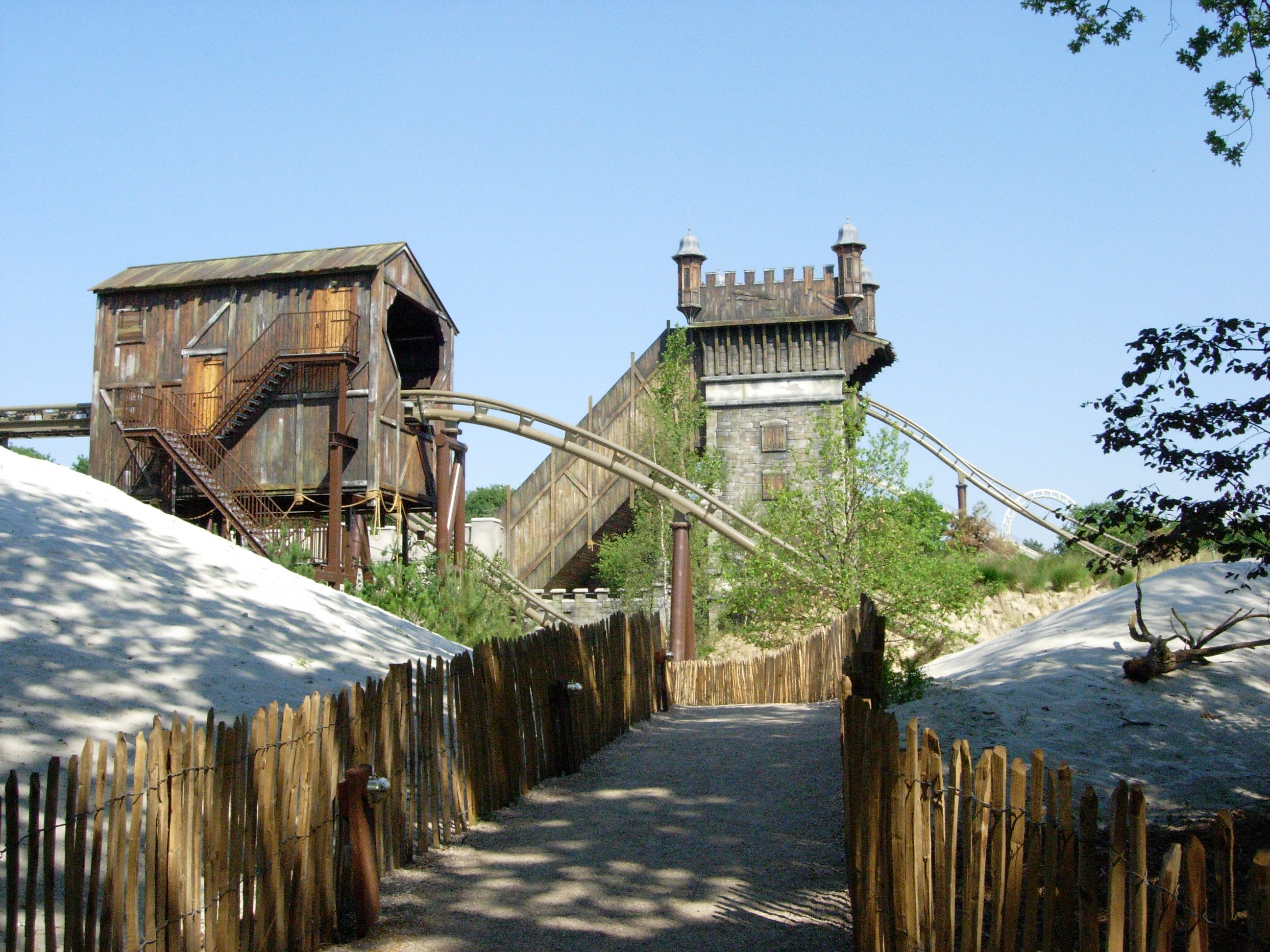
Façade ouest.

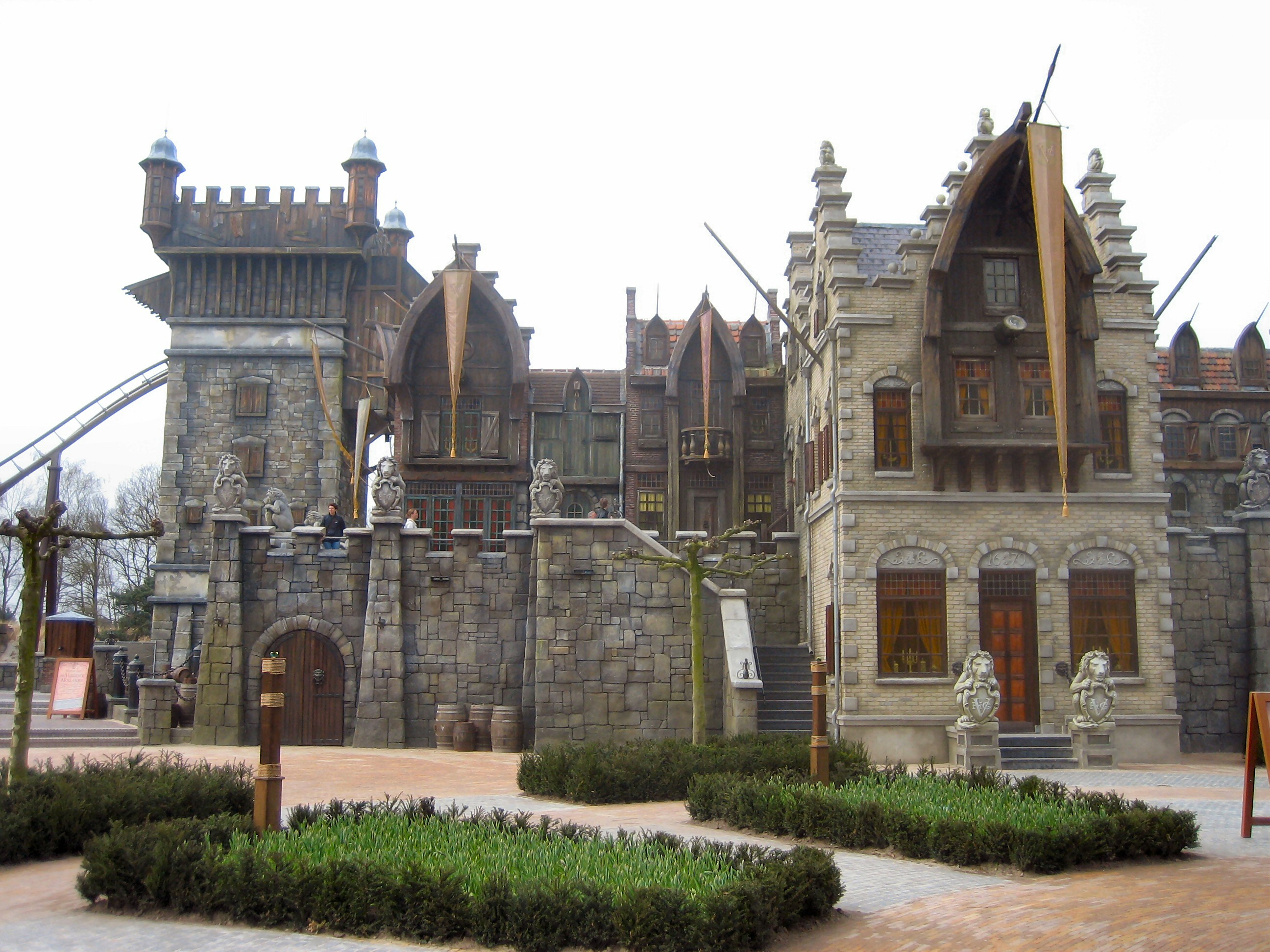
Vue générale.

La photo est prise en extérieur au niveau de la maisonnette dans laquelle la chaloupe est freinée. Pour les passagers assis à gauche, l'appareil est situé à gauche et pour ceux de droite, il est situé à droite. 
En 2007, lors de l'ouverture de l'attraction, cette installation photo se trouvait en haut de la tour. Sur les photos, certaines personnes (les plus petites) n'étaient que peu ou pas visibles. Il est probable que l'installation fut déplacée pour cette raison.

## Stand de restauration
La Kombuys (« La Coquerie » en français) se trouve sur l'emplacement qui était auparavant occupé par De Kurketrekker (« le Randonneur » en français). Ce stand a la même décoration que le « Hollandais Volant ». La Kombuys possède une terrasse en bois posée sur l'eau. Celle-ci offre une vue sur le splash du « Hollandais Volant ».

## Anecdotes
- C'est Henny Knoet, ancien créatif du parc, qui double la voix du capitaine Willem van der Decken[7]. Il a créé les attractions suivantes : Monsieur Cannibale (remplacée par Sirocco en 2022), le Jardin des bambins (Kleuterhof), le labyrinthe de l'aventure (Avonturen Doolhof) (remplacé par l'aire de jeux Archipel, également en 2022), la Game Gallery, la gare des vieux Teuf-Teuf (D’Oude Tuffer), la promenade Pardoes (Pardoespromenade), des contes du Bois des contes. C'est lui aussi qui imagina Pardoes, la mascotte du parc[16].
- Le niveau de l'eau du lac réceptionnant les embarcations peut diminuer ou augmenter. La raison de cela est que le « Hollandais Volant » est ouvert tous les jours, même en hiver (sauf lorsqu'il gèle) ; les éclaboussures ne doivent donc pas être un problème par mauvais temps.
- Quelques petites améliorations scénaristiques dans la file d'attente et dans le parcours scénique eurent lieu en 2009.
- Pendant la saison hivernale 2022-2023, pendant la grande réhabilitation annuelle de l'attraction, une amélioration scénaristique beaucoup plus importante eut lieu dans le parcours scénique. Dans la seconde scène, la projection numérique sur un rideau d'eau qui donnait l'impression aux visiteurs que le vaisseau fantôme se dirigeait droit vers eux a été supprimée parce qu'elle posait des problèmes techniques et n'était pas toujours visible. Elle fut donc remplacée par la scène du cimetière de navires actuelle.
- Différentes références à l'histoire des Pays-Bas sont disséminées : « Le Lion Hollandais » est représenté plusieurs fois dans l'attraction : les nombreuses statues sur les créneaux des murailles des façades extérieurs, la proue du bateau dans le dark ride, le logo, certaines moulures, la lanterne sur la proue des wagons est maintenue par la gueule d'un lion. Ensuite, des chopes de bière sont décorées avec le logo du VHE (Vliegende Hollander Efteling) qui fait référence au logo de la VOC.